# محمد جمال (لاعب كرة قدم مواليد 1994)
محمد جمال باظفاري (مواليد 11 مايو 1994، لاعب كرة قدم إماراتي يجيد اللعب في الوسط.
لعب سابقاً في نادي الجزيرة و انتقل إلى نادي العين في عام 2019 و اعير إلى نادي الجزيرة مطلع عام 2021 و مطلع عام 2022 و انتقل بعدها بشكل نهائي إلى نادي الجزيرة في صيف 2022 و انتقل بعدها إلى النصر في صيف 2023.

## روابط خارجية
- محمد جمال على موقع Soccerway.com (الإنجليزية)